# Dymasius lumawigi
Dymasius lumawigi es una especie de escarabajo del género Dymasius, familia Cerambycidae. Fue descrita científicamente por Hüdepohl en 1990.
Habita en Filipinas. Los machos y las hembras miden aproximadamente 18,7-23 mm. El período de vuelo de esta especie ocurre en el mes de junio.